# (30305) Severi
(30305) Severi (2000 JA) – planetoida z pasa głównego asteroid okrążająca Słońce w ciągu 4,79 lat w średniej odległości 2,84 j.a. Odkryta 1 maja 2000 roku.